# Subajtila
Subajtila (arab. سبيطلة, fr. Sbeïtla) – miasto w środkowej Tunezji, w gubernatorstwie Al-Kasrajn, liczące ok. 25 tys. mieszkańców (stan z 2014 roku). W pobliżu współczesnego miasta położone są ruiny starożytnej Sufetuli. W lipcu i sierpniu w Subajtili odbywa się festiwal kultury ludowej.

## Historia
- II wiek - rozkwit miasta pod rządami Rzymian (prowincja Africa Proconsularis);
- III wiek - pod wpływem rozpowszechniającego się chrześcijaństwa Sufetula została siedzibą diecezji;
- 439 - zajęcie miasta przez Wandalów;
- 533 – miasto zostało odbite przez wojska rzymskie cesarza Justyniana Wielkiego;
- 646 - gubernator bizantyjski Grzegorz ogłosił niepodległość prowincji Afryka i ustanawia stolicą Sufetulę;
- 647 - Arabowie podbili Afrykę Północną, początek upadku miasta.

## Stanowisko archeologiczne
Z czasów rzymskich w Subajtili zachowały się pozostałości forum ze 139 roku n.e. wraz z przyległymi trzema świątyniami w różnych porządkach architektonicznych. Świątynie te poświęcone są Junonie, Jowiszowi i Minerwie (tzw. Trójcy Kapitolińskiej). Wejście na forum prowadzi przez monumentalną bramę, wzniesioną przez cesarza Antoninusa Piusa. W innej części kompleksu wykopalisk natrafiono także na resztki nimfeum, teatru i amfiteatru.
Z okresu wczesnego chrześcijaństwa pochodzą ruiny siedmiu bazylik z V i VI wieku n.e. (jest to jeden z największych zespołów chrześcijańskich w Afryce). Kościoły są trój- lub pięcionawowe i mają charakterystyczne dla Sufetuli dwie naprzeciwległe apsydy. Do najważniejszych bazylik zalicza się bazylikę Witalisa, wzniesioną w V wieku na miejscu dawniejszej willi rzymskiej. Budynek ten ma 50 metrów szerokości i 25 metrów długości. W pobliżu znajduje się także bazylika Bellatora, nazwana od imienia biskupa, które odnaleziono na jednej z zachowanych inskrypcji. W pobliskiej wolno stojącej kaplicy Jucundusa przechowywane są relikwie biskupa, zamęczonego na śmierć przez Wandalów.
Wśród innych zabytków na terenie wykopalisk zachowały się m.in. kościół Serwusa, łuk triumfalny Dioklecjana, rzymska agora i pozostałości term. Brzegi pobliskiej Wadi Subajtila spina starożytny most rzymski, do dziś wykorzystywany przez mieszkańców Subajtili.

## Galeria

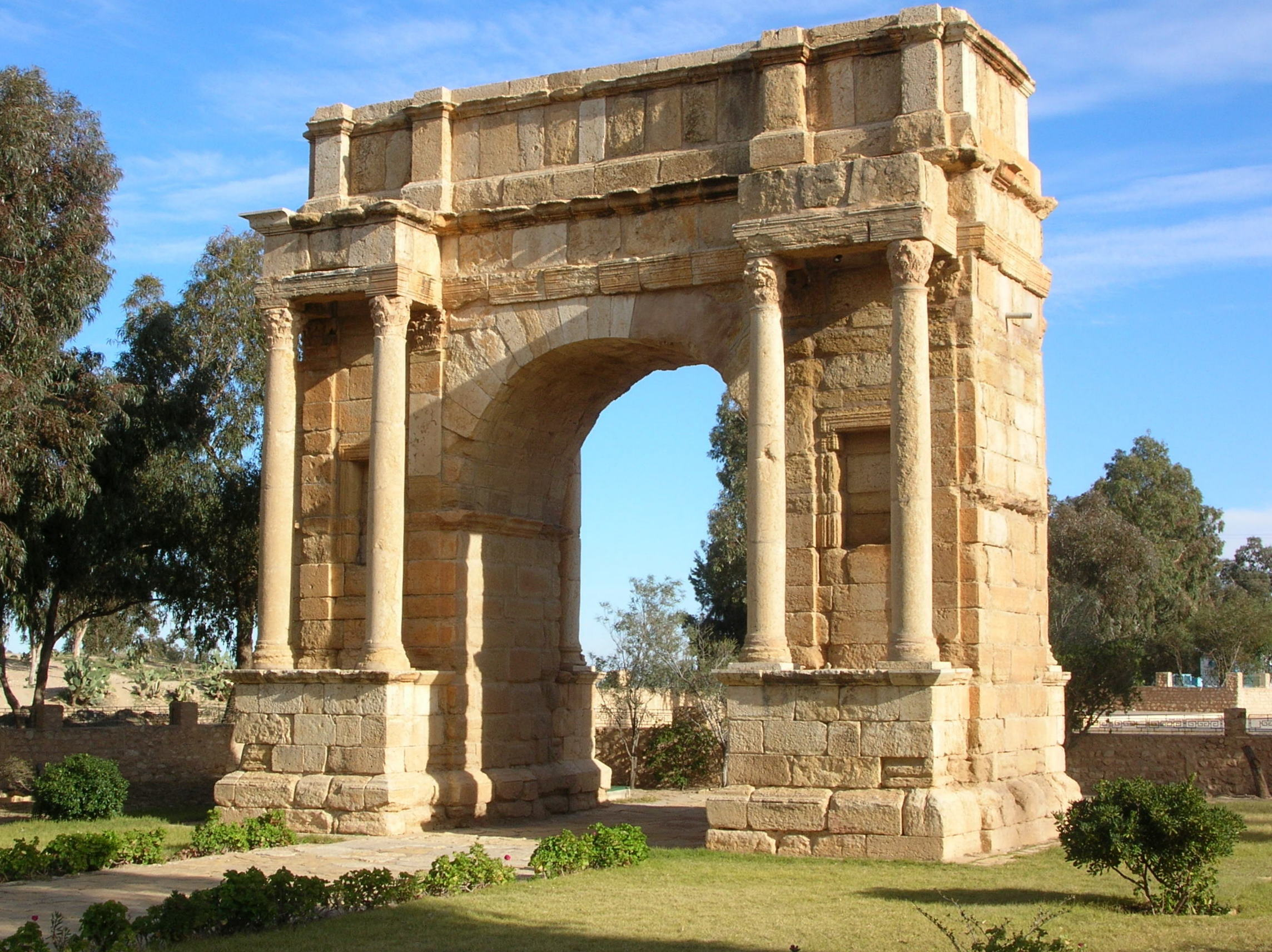
Łuk triumfalny Dioklecjana
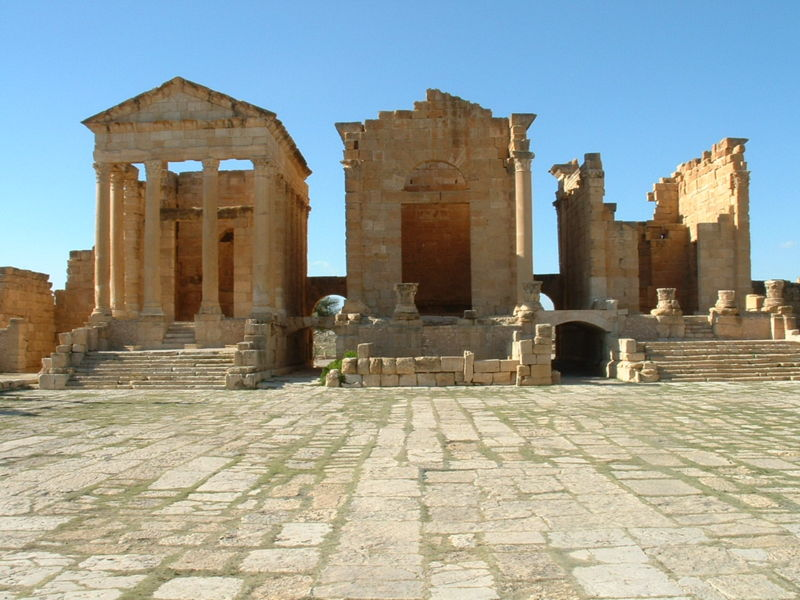
Świątynie Trójcy Kapitolińskiej
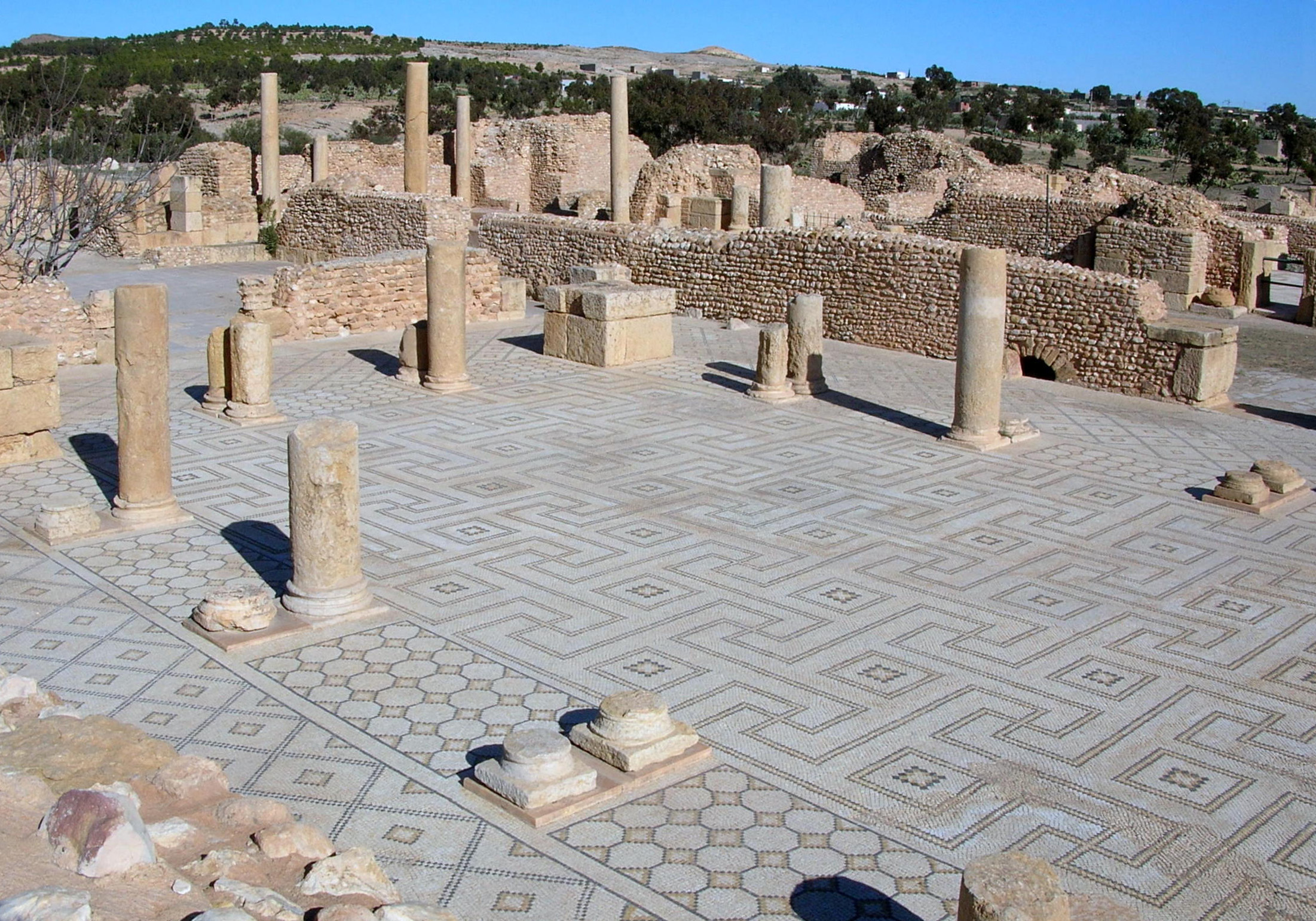
Termy rzymskie
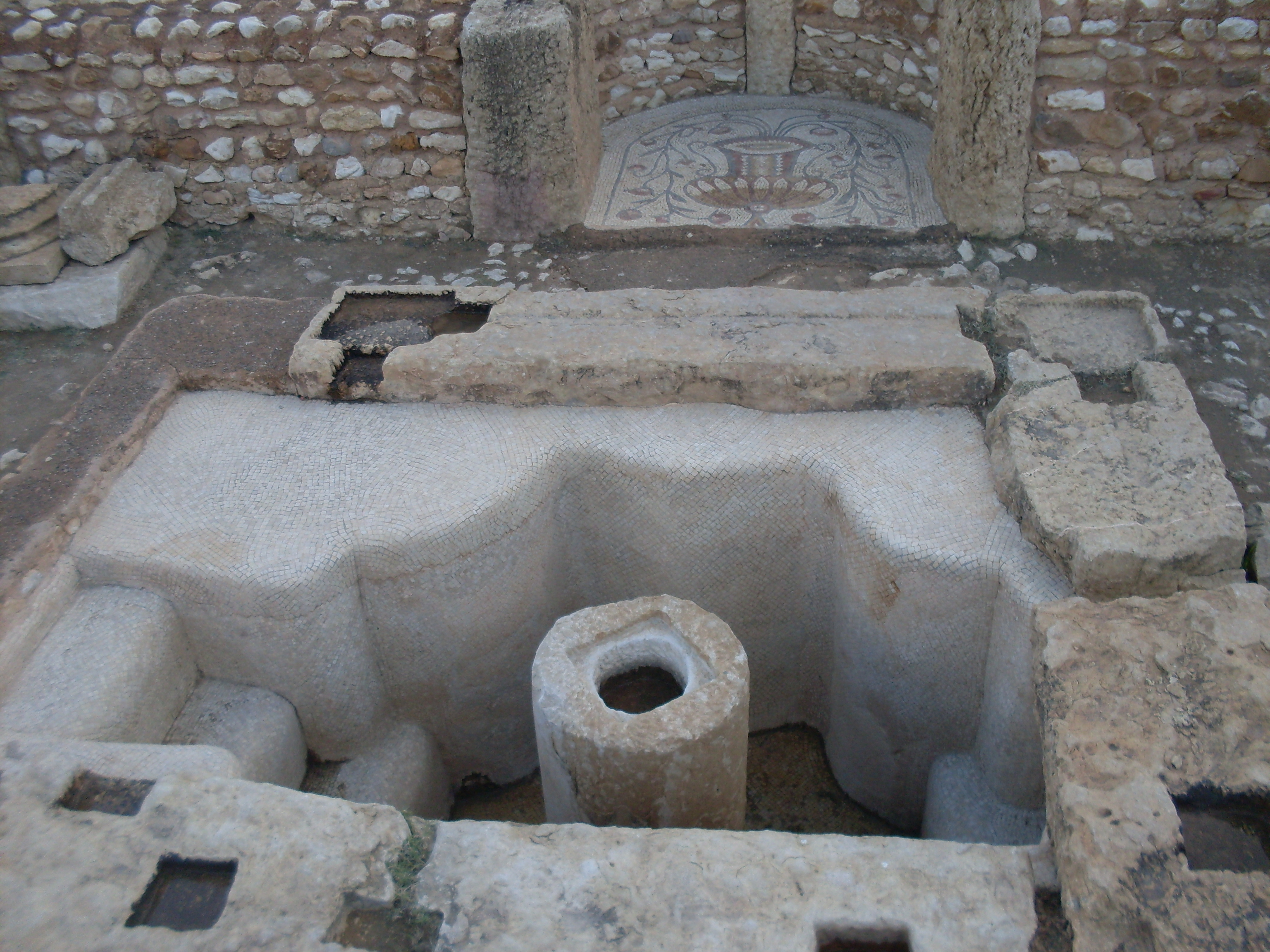
Starożytne chrześcijańskie baptysterium